# The Gamekeeper
Pour plus de détails, voir Fiche technique et Distribution.
The Gamekeeper est un film britannique réalisé par Ken Loach, sorti en 1980.

## Fiche technique
- Titre : The Gamekeeper
- Réalisation : Ken Loach
- Scénario : Ken Loach d'après le livre de Barry Hines
- Photographie : Chris Menges et Charles Stewart
- Pays d'origine : Royaume-Uni
- Format : Couleurs - Mono
- Genre : drame
- Date de sortie : 1980

## Distribution
- Phil Askham : George Purse
- Rita May : Mary
- Andrew Grubb : John
- Peter Steels : Ian
- Michael Hinchcliffe : Bob